# Маріо Еггіманн
Маріо Еггіманн (нім. Mario Eggimann; нар. 24 січня 1981, Бругг) — швейцарський футболіст, захисник клубу «Уніон» (Берлін).
Насамперед відомий виступами за німецькі клуби «Карлсруе СК» та «Ганновер 96», а також національну збірну Швейцарії.

## Клубна кар'єра
Вихованець дитячих команд «Кюттіген» та «Арау».
У дорослому футболі дебютував 1998 року виступами за «Аарау», в якому провів чотири сезони, взявши участь у 75 матчах чемпіонату.
Своєю грою за цю команду привернув увагу представників тренерського штабу німецького клубу «Карлсруе СК», до складу якого приєднався влітку 2002 року. У сезоні 2006/07 він був обраний капітаном команди, в тому ж сезоні «Карлсруе» оформив вихід у елітний дивізіон. Всього Маріо відіграв за клуб з Карлсруе шість сезонів своєї ігрової кар'єри, більшість часу, проведеного у складі «Карлсруе», був основним гравцем захисту команди.
Влітку 2008 року уклав контракт з клубом «Ганновер 96», у складі якого провів наступні п'ять років своєї кар'єри гравця.
До складу клубу «Уніон» (Берлін) приєднався 20 травня 2013 року, підписавши дворічний контракт.

## Виступи за збірну
7 вересня 2007 року дебютував в офіційних матчах у складі національної збірної Швейцарії в товариській грі зі збірною Чилі, вийшовши по перерві на поле замість Йогана Джуру.
У складі збірної був учасником чемпіонату світу 2010 року у ПАР.
Всього провів у формі головної команди країни 10 матчів.

## Статистика виступів

### Статистика клубних виступів
Станом на 1 липня 2013 року
| Сезон                   | Команда                 | Чемпіонат               | Чемпіонат | Чемпіонат | Національний кубок | Національний кубок | Національний кубок | Континентальні кубки | Континентальні кубки | Континентальні кубки | Інші змагання | Інші змагання | Інші змагання | Усього | Усього |
| Сезон                   | Команда                 | Ліга                    | Ігор      | Голів     | Ліга               | Ігор               | Голів              | Ліга                 | Ігор                 | Голів                | Ліга          | Ігор          | Голів         | Ігор   | Голів  |
| ----------------------- | ----------------------- | ----------------------- | --------- | --------- | ------------------ | ------------------ | ------------------ | -------------------- | -------------------- | -------------------- | ------------- | ------------- | ------------- | ------ | ------ |
| 1998-99                 | «Аарау»                 | СЛ                      | 6         | 0         | КШ                 | 0                  | 0                  | —                    | —                    | —                    | —             | —             | —             | 6      | 0      |
| 1999-00                 | «Аарау»                 | СЛ                      | 4         | 0         | КШ                 | 0                  | 0                  | —                    | —                    | —                    | —             | —             | —             | 4      | 0      |
| 2000-01                 | «Аарау»                 | СЛ                      | 30        | 0         | КШ                 | 0                  | 0                  | —                    | —                    | —                    | —             | —             | —             | 30     | 0      |
| 2001-02                 | «Аарау»                 | СЛ                      | 35        | 2         | КШ                 | 0                  | 0                  | —                    | —                    | —                    | —             | —             | —             | 35     | 2      |
| Усього за «Аарау»       | Усього за «Аарау»       | Усього за «Аарау»       | 75        | 2         |                    | 0                  | 0                  |                      |                      |                      |               |               |               | 75     | 2      |
| 2002-03                 | «Карлсруе СК»           | 2БЛ                     | 24        | 4         | КН                 | 1                  | 0                  | —                    | —                    | —                    | —             | —             | —             | 25     | 4      |
| 2003-04                 | «Карлсруе СК»           | 2БЛ                     | 31        | 3         | КН                 | 2                  | 0                  | —                    | —                    | —                    | —             | —             | —             | 33     | 3      |
| 2004-05                 | «Карлсруе СК»           | 2БЛ                     | 25        | 1         | КН                 | 3                  | 0                  | —                    | —                    | —                    | —             | —             | —             | 28     | 1      |
| 2005-06                 | «Карлсруе СК»           | 2БЛ                     | 31        | 2         | КН                 | 2                  | 0                  | —                    | —                    | —                    | —             | —             | —             | 33     | 2      |
| 2006-07                 | «Карлсруе СК»           | 2БЛ                     | 32        | 3         | КН                 | 1                  | 1                  | —                    | —                    | —                    | —             | —             | —             | 33     | 4      |
| 2007-08                 | «Карлсруе СК»           | БЛ                      | 33        | 5         | КН                 | 2                  | 0                  | —                    | —                    | —                    | СН            | 1             | 0             | 36     | 5      |
| Усього за «Карлсруе СК» | Усього за «Карлсруе СК» | Усього за «Карлсруе СК» | 176       | 18        |                    | 11                 | 1                  |                      |                      |                      |               | 1             | 0             | 188    | 19     |
| 2008-09                 | «Ганновер 96»           | БЛ                      | 24        | 1         | КН                 | 1                  | 0                  | —                    | —                    | —                    | —             | —             | —             | 25     | 1      |
| 2009-10                 | «Ганновер 96»           | БЛ                      | 20        | 0         | КН                 | 0                  | 0                  | —                    | —                    | —                    | —             | —             | —             | 20     | 0      |
| 2010-11                 | «Ганновер 96»           | БЛ                      | 12        | 0         | КН                 | 0                  | 0                  | —                    | —                    | —                    | —             | —             | —             | 12     | 0      |
| 2011-12                 | «Ганновер 96»           | БЛ                      | 16        | 0         | КН                 | 0                  | 0                  | ЛЄ                   | 8                    | 0                    | —             | —             | —             | 24     | 0      |
| 2012-13                 | «Ганновер 96»           | БЛ                      | 22        | 1         | КН                 | 2                  | 0                  | ЛЄ                   | 8                    | 1                    | —             | —             | —             | 32     | 2      |
| Усього за «Ганновер 96» | Усього за «Ганновер 96» | Усього за «Ганновер 96» | 94        | 2         |                    | 3                  | 0                  |                      | 16                   | 1                    |               |               |               | 113    | 3      |
| 2013-14                 | «Уніон» (Берлін)        | 2БЛ                     | 0         | 0         | КН                 | 0                  | 0                  | —                    | —                    | —                    | —             | —             | —             | 0      | 0      |
| Усього за кар'єру       | Усього за кар'єру       | Усього за кар'єру       | 345       | 22        |                    | 14                 | 1                  |                      | 16                   | 1                    |               | 1             | 0             | 376    | 24     |